# De Seinpost

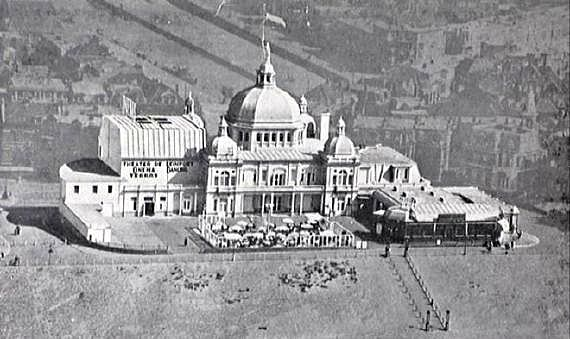
De Seinpost in 1930

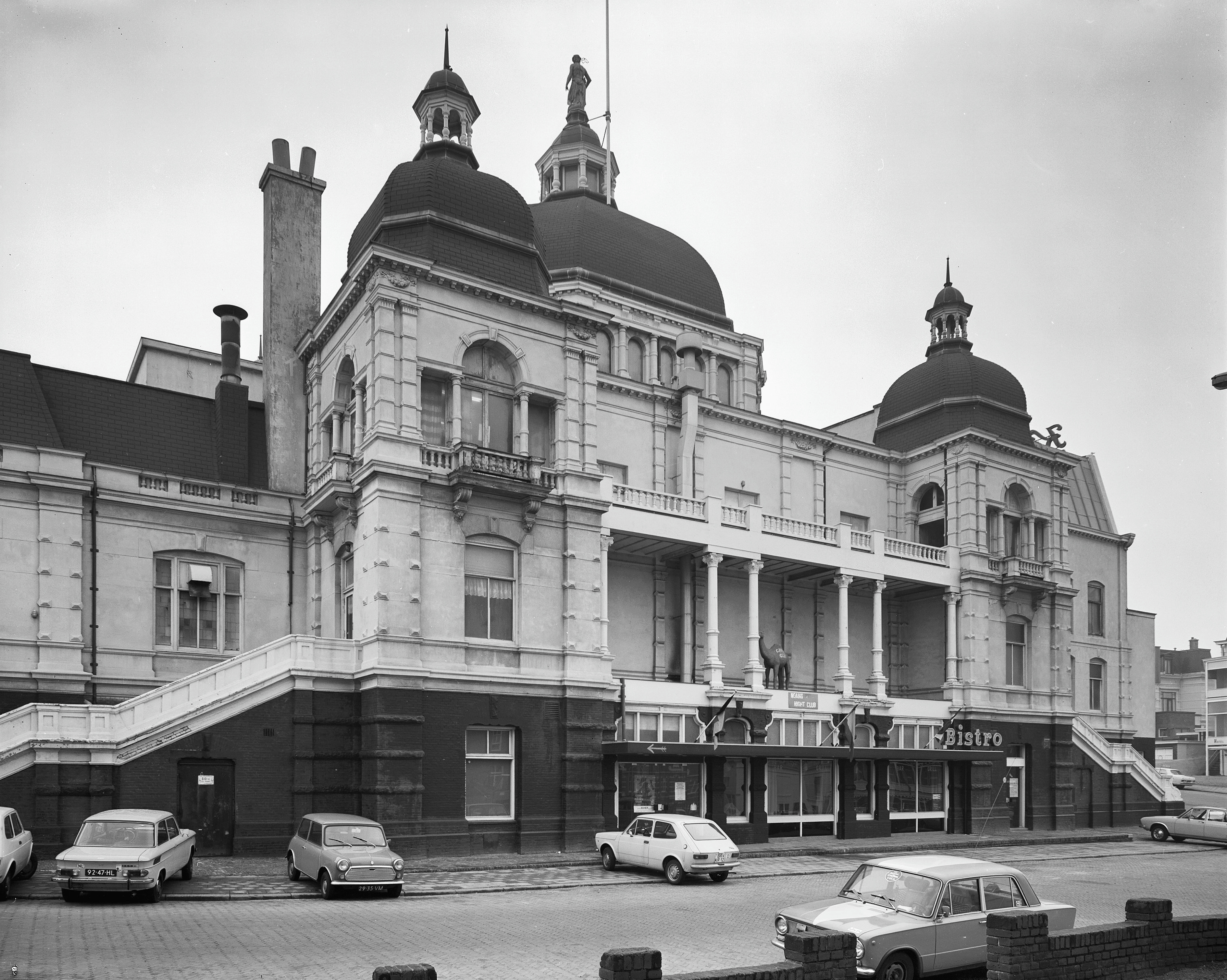
De Seinpost (maart 1974)

De Seinpost was een bekend café-restaurant van 1886-1972. Het lag tussen de Gevers Deynootweg en het strand van Scheveningen. Later kwam er een theater bij en in 1909 ook nog een filmtheater en dancing.

## Het gebouw
Het gebouw werd in 1881 ontworpen door architect Herman Wesstra, die in de laatste decennia van de 19de eeuw veel in Den Haag bouwde. Net als het iets eerder gebouwde en verderop gelegen Kurhaus had het losstaande, langwerpige gebouw in het midden een koepelhal. Om de grote koepel waren vier kleinere koepels gebouwd. De bouw duurde slechts zes maanden. Op 7 juli 1886 werd het gebouw opengesteld en in 1898 werd aan de zuidkant een paviljoen aangebouwd dat in 1899 werd vergroot.
De hoofdingang was aan de Gevers Deynootweg. Langs de gevel waren twee trappen die naar de eerste verdieping voerden. Aan de zeekant was een groot terras. Via een trap kon men naar het strand afdalen; er was toen nog geen boulevard.
In 1926 werd Seinpost verkocht en door de nieuwe eigenaar verbouwd. Het bleef een familierestaurant met theater en bioscoop tot 1972. Films als Mary Poppins en Dr. Flubber werden er vertoond. Het gebouw werd in 1976 gesloopt. Het Neptunusbeeld is bewaard gebleven en staat nu boven de ingang van restaurant Seinpost.
Tijdens de Tweede Wereldoorlog werd aan de zeekant van het gebouw de Atlantik Wall aangelegd.

## De naam
Seinpost is een naam die nauw verbonden in met Scheveningen. Achter de boulevard ligt het Seinpostduin. Hier liet koning Willem I voor zijn echtgenote een buitenhuis bouwen, het huidige Paviljoen Von Wied.